# Мармора
Ма̀рмора (на италиански: Marmora; на пиемонтски: La Marmo, Ла Мармо, на окситански: La Marmou, Ла Мармоу) е община в Северна Италия, провинция Кунео, регион Пиемонт. Разположена е на 1223 m надморска височина. Населението на общината е 77 души (към 2010 г.).
Административният център на общината е село Вернети (Vernetti).